# Pieve di San Giovanni Evangelista (Montelupo Fiorentino)
La pieve di San Giovanni Evangelista si trova a Montelupo Fiorentino, a pochi passi dall'ex-Palazzo Podestarile.

## Storia
Fondata nel 1326 come convento domenicano intitolato a San Niccolò, dopo i restauri del 1785 assunse il ruolo della vecchia prioria di San Lorenzo e nel 1789 ereditò anche i diritti della pieve dei Santi Ippolito e Cassiano, posta sul torrente Pesa. Fu riconsacrata nel 1796.

## Descrizione
L'interno a tre navate ha un gradevole aspetto settecentesco e custodisce nell' varie opere d'arte.
Una grande tavola, attribuita alla bottega di Sandro Botticelli, rappresenta la Vergine in trono tra i Santi Lorenzo, Giovanni Evangelista, Sebastiano e Rocco. Collegato a un'epidemia di peste è un Crocifisso del XIV secolo, il cui corpo è coperto di pustole.
La pala con la Visitazione di gusto controriformato, che racconta il sacro episodio con un tono familiare, è attribuibile al giovane Pompeo Caccini.
Nella cappella battesimale, vicino all'entrata, è stata sistemata una scultura cinquecentesca in terracotta rappresentante San Sebastiano.
Sul retro della chiesa si alza il campanile, che ospita ben 4 campane in Fa3: le tre minori risalgono al 1787 e sono opera della Moreni di Firenze, la grossa invece è una rifusione del 1962.

## Plebato di San Giovanni Evangelista
- Chiesa di Santa Maria a Marliano
- Chiesa di Santa Maria a Sammontana
- Chiesa San Paolo e San Giusto a Petrognano
- Chiesa di San Pietro a Malmantile
- Chiesa di Santa Maria a Pulica
- Chiesa dei Santi Quirico, Lucia e Pietro d'Alcantara dell'Ambrogiana
- Chiesa di San Miniato a Samminiatello
- Chiesa di San Lorenzo a Cacciacane

## Galleria d'immagini

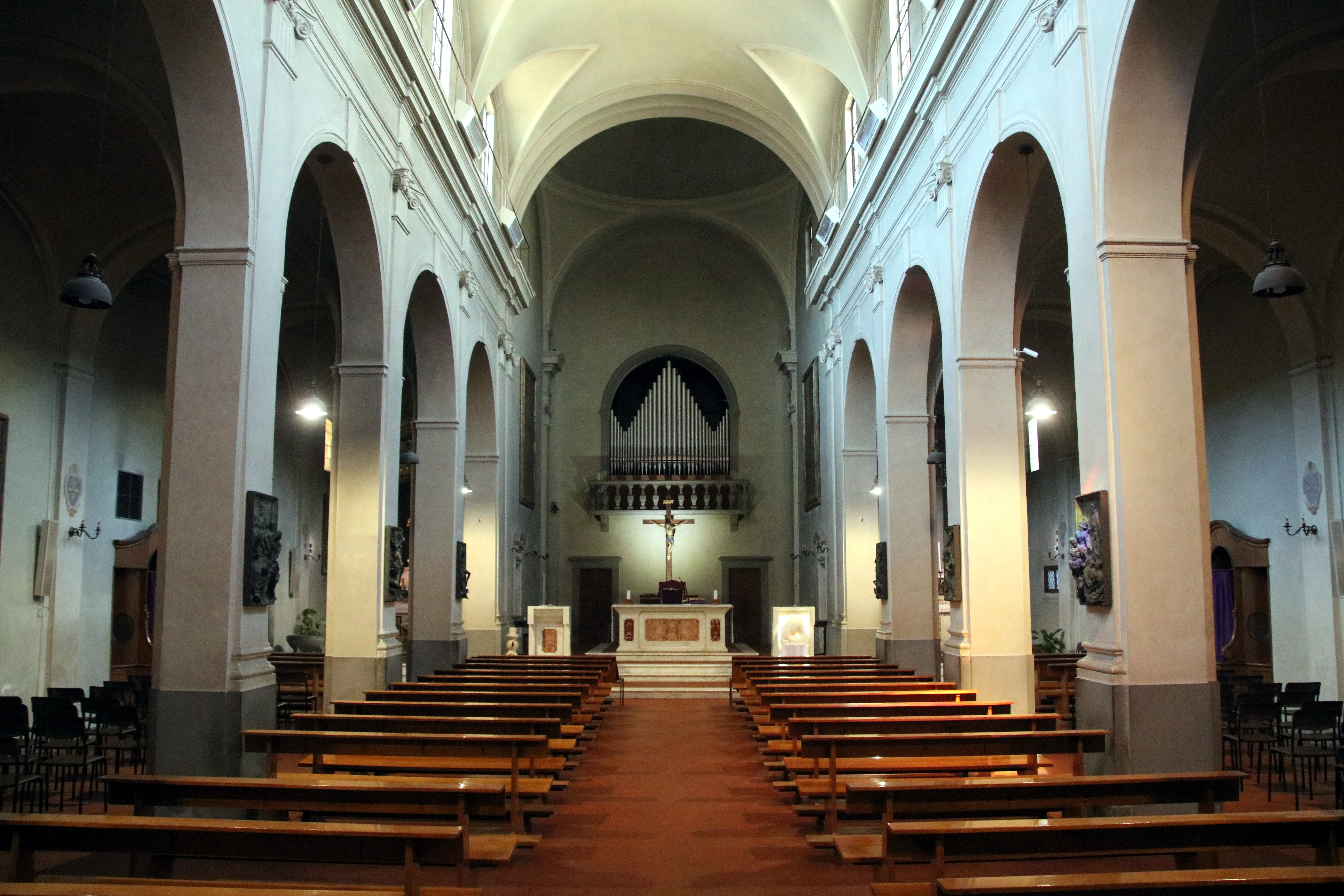
Navata principale
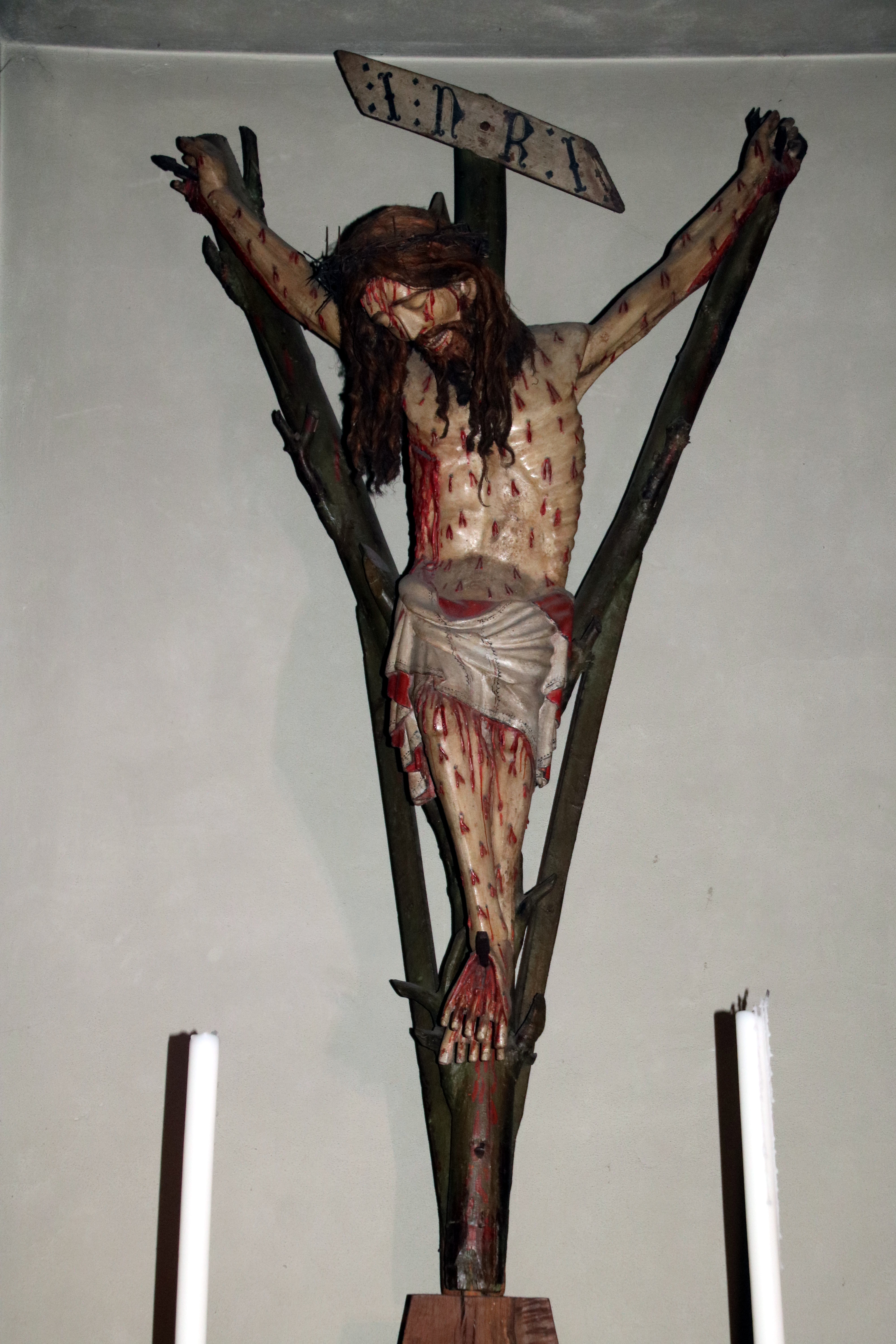
Crocifisso del sec. XIV
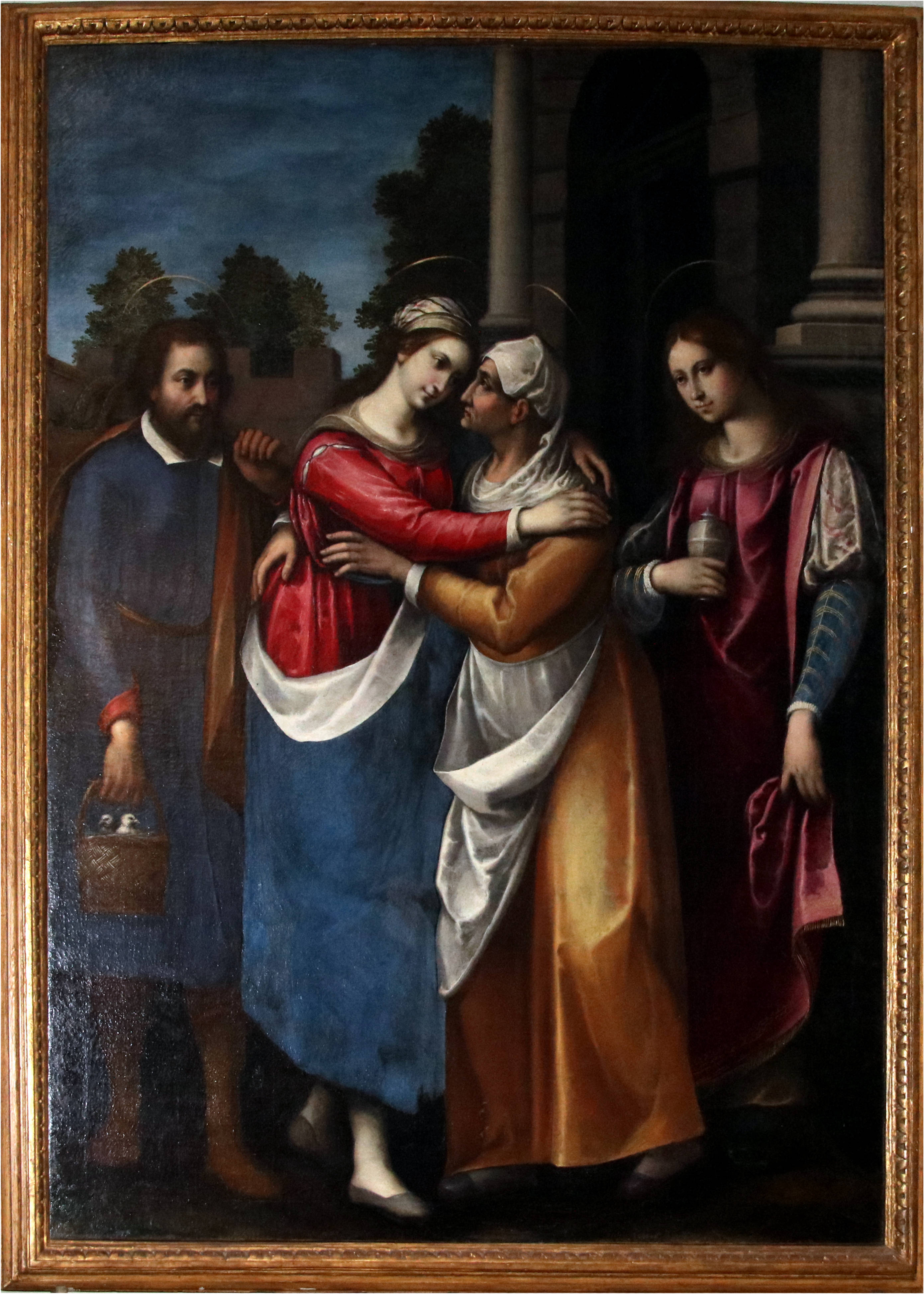
Visitazione metà sec. XVI
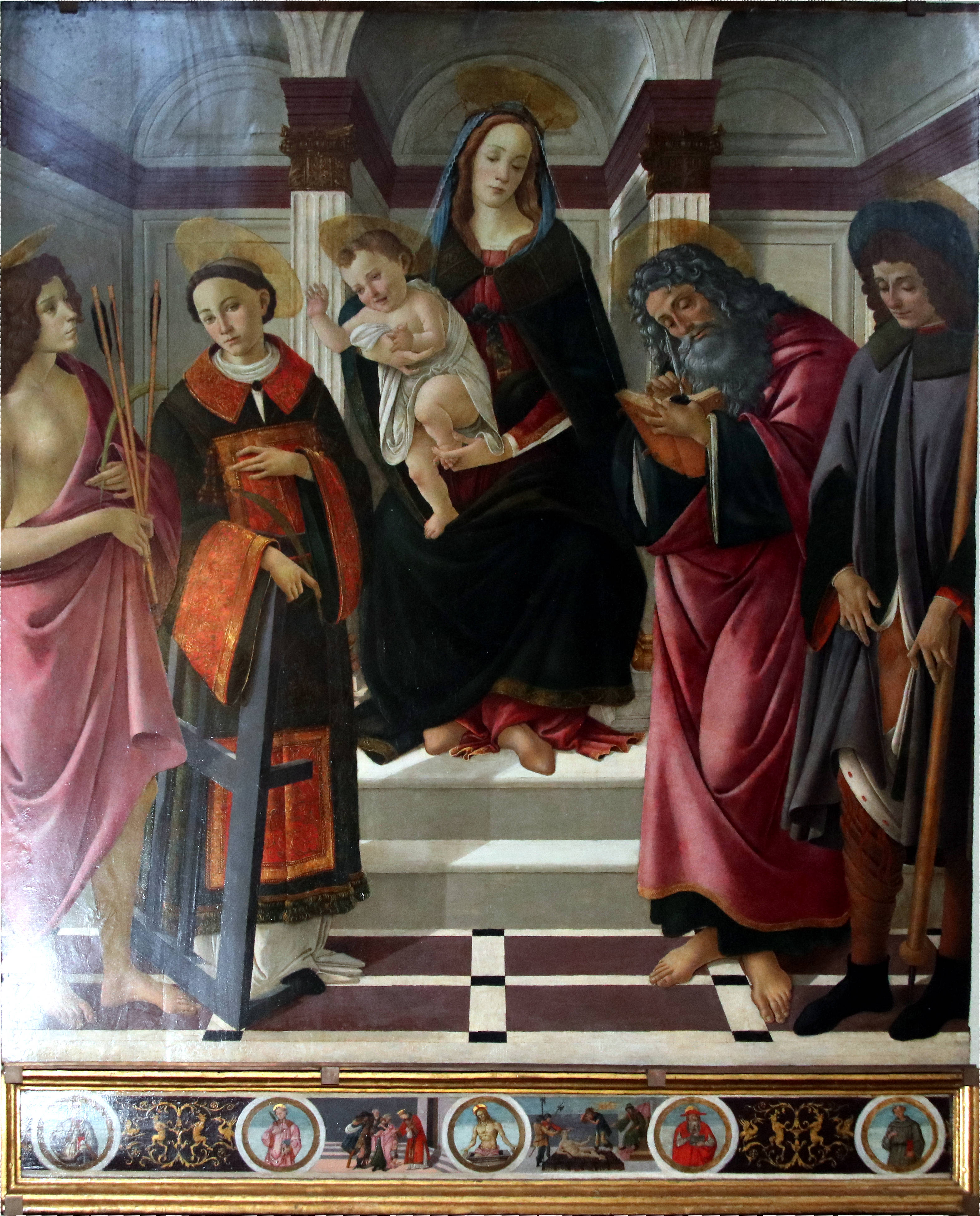
Sandro Botticelli e aiuti, Vergine in trono tra i Santi Lorenzo, Giovanni Evangelista, Sebastiano e Rocco